# Антті Герлін
Антті Герлін (фін. Antti Juhani Herlin нар. 14 листопада 1956, Кіркконуммі, Фінляндія) — представник родини Герлін — найбагатшої родини у фінській історії, що володіє корпорацією Kone і безліччю інших активів. 

## Життєпис
Антті Герлін — один з найбільш впливових людей у фінській економіці. Голова ради директорів "Kone", раніше — генеральний директор цієї корпорації (1996 — 2006).  
За інформацією журналу Forbes, на початок березня 2011 року Антті Герлін був єдиним мільярдером серед громадян Фінляндії, а у 2018 році за даними того ж видання, займав 514 місце у світі зі статками в 4,2 млрд доларів. Станом на травень 2021 року у Forbes повідомили, що його чистий прибуток становить $7,0 млрд, назвавши його 40-ю найбагатшою людиною у світі.

## Kone
Фірма "Kone" займається виробництвом ліфтів, кранів, ескалаторів, траволаторів та пасажирських підіймачів, працює більш ніж в 100 країнах, входить в трійку найбільших ліфтово-ескалаторних компаній світу і є світовим технологічним лідером в цій галузі.  
"Kone" — родинна компанія Герлінів: її власниками або співвласниками й керівниками були свого часу батько Антті Герлін (Пекка Герлін), дід (Гейккі Герлін) і прадід (Гаральд Герлін). 
Герлін обіймає посаду голови «Санома Ойю» (Sanoma Oyj) з 2013 року.

## Освіта
Антті Герлін здобув вищу освіту у Сполучених Штатах Америки (Університет штату Айова), де займався питаннями сільськогосподарського виробництва. 

## Оцінка майна
За інформацією журналу Forbes на березень 2011 року майно Антті Герліна оцінювалося в 1,3 млрд доларів США і в списку найбагатших людей світу займав 773-е місце. 

## Звинувачення
Було досліджено, якщо Герлін використав внутрішню інформацію у своїх фондових інвестиціях Kone і Partek у 2001—2002 роках. Слідство встановило, що Герлін не винний. Він розпочав власне розслідування щодо того, хто відповідає за справу, яке стало публічним у ЗМІ у 2005 році. Звинувачена ним влада не могла бути доведена до відома, що надала будь-яку інформацію.

## Родина
- Батько — Пекка Герлін (1932—2003) власник концерну "Kone".
- Брат — Ніклас Герлін (1963—2017), журналіст, видавець, підприємець.
- Одружений, має четверо дітей — три доньки і син Юссі. Антті Герлін живе з дружиною в Кіркконуммі.[9]